# クロン・グレイシー
クロン・グレイシー（Kron Gracie、1988年7月11日 - ）は、ブラジルの男性柔術家、総合格闘家。リオデジャネイロ州リオデジャネイロ出身。アメリカ合衆国カリフォルニア州在住。クロン・グレイシー柔術アカデミー所属。ブラジリアン柔術黒帯。
ヒクソン・グレイシーの次男でハクソン・グレイシーの弟。

## 来歴
2008年、19歳でヒクソンからブラジリアン柔術黒帯を授与された。
2009年9月26日、ADCC 2009の77kg未満級に主催者推薦で出場。1回戦でエンリコ・コッコと対戦し、リアネイキドチョークで一本勝ち。2回戦でマルセロ・ガッシアと対戦し、ギロチンチョークで一本負けを喫した。
2011年9月24日、ADCC 2011の77kg未満級に出場。1回戦でジェイソン・マンリーと対戦し、ギロチンチョークで一本勝ち。2回戦でムリーロ・サンタナと対戦し、ポイント勝ち。9月25日、準決勝でマルセロ・ガッシアと対戦し、ポイント負け。3位決定戦でクラウディオ・カラサンズと対戦し、ギロチンチョークで一本勝ちを収め銅メダルを獲得した。
2013年6月9日、Metamoris 2で青木真也と対戦し、ギロチンチョークで一本勝ちを収めた。
2013年10月19日、ADCC Worlds 2013の77kg未満級に出場。1回戦でアンディ・ウォンと対戦し、リアネイキドチョークで一本勝ち。2回戦でゲーリー・トノンと対戦し、リアネイキドチョークで一本勝ち。10月20日、準決勝でJT・トレスと対戦し、腕ひしぎ十字固めで一本勝ち。決勝でオタービオ・ソウザと対戦し、ギロチンチョークで一本勝ちを収め金メダルを獲得した。
2014年12月23日、総合格闘技デビュー戦となったREAL 1でキム・ヒョンスと対戦し、腕ひしぎ十字固めで一本勝ちを収めた。
2015年12月31日、大晦日に開催されたRIZIN FIGHTING WORLD GRAND-PRIX 2015 さいたま3DAYSにて、山本アーセンを相手に、1R 三角絞めで一本勝ちを収めた。
2016年9月25日、RIZIN FIGHTING WORLD GRAND-PRIX 2016 無差別級トーナメント 開幕戦のメーンで所英男と対戦し、終始グラウンドで圧倒。1R 9分44秒リアネイキドチョークでタップアウトを奪った。
2016年12月31日、RIZIN FIGHTING WORLD GRAND-PRIX 2016 無差別級トーナメント FINAL ROUNDのスペシャルワンマッチで川尻達也と対戦し、リアネイキドチョークでタップアウトを奪った。

### UFC
2019年2月18日、UFC初参戦となったUFC on ESPN: Ngannou vs. Velasquezでアレックス・カサレスと対戦し、試合開始早々にグラウンドに引きずり込み、リアネイキドチョークで一本勝ち。パフォーマンス・オブ・ザ・ナイトを受賞した。
2019年10月12日、UFC Fight Night: Joanna vs. Watersonでカブ・スワンソンと対戦し、0-3の判定負け。キャリア初黒星を喫したものの、ファイト・オブ・ザ・ナイトを受賞した。この試合のセコンドには父親のヒクソン・グレイシーが就いた。
2025年6月6日、UFCからリリースされた。

## 戦績

### 総合格闘技
| 総合格闘技 戦績 | 総合格闘技 戦績 | 総合格闘技 戦績 | 総合格闘技 戦績 | 総合格闘技 戦績 | 総合格闘技 戦績 | 総合格闘技 戦績 |
| --------------- | --------------- | --------------- | --------------- | --------------- | --------------- | --------------- |
| 8 試合          | (T)KO           | 一本            | 判定            | その他          | 引き分け        | 無効試合        |
| 5 勝            | 0               | 5               | 0               | 0               | 0               | 0               |
| 3 敗            | 1               | 0               | 2               | 0               | 0               | 0               |

| 勝敗 | 対戦相手               | 試合結果                         | 大会名                                                                | 開催年月日     |
| ×    | ブライス・ミッチェル   | 3R 0:39 KO（グラウンドの肘打ち） | UFC 310: Pantoja vs. Asakura                                          | 2024年12月7日  |
| ×    | シャルル・ジョーデイン | 5分3R終了 判定0-3                | UFC 288: Sterling vs. Cejudo                                          | 2023年5月6日   |
| ×    | カブ・スワンソン       | 5分3R終了 判定0-3                | UFC Fight Night: Joanna vs. Waterson                                  | 2019年10月12日 |
| ○    | アレックス・カサレス   | 1R 2:06 リアネイキドチョーク     | UFC on ESPN 1: Ngannou vs. Velasquez                                  | 2019年2月18日  |
| ○    | 川尻達也               | 2R 2:04 リアネイキドチョーク     | RIZIN FIGHTING WORLD GRAND-PRIX 2016 無差別級トーナメント FINAL ROUND | 2016年12月31日 |
| ○    | 所英男                 | 1R 9:44 リアネイキドチョーク     | RIZIN FIGHTING WORLD GRAND-PRIX 2016 無差別級トーナメント 開幕戦      | 2016年9月25日  |
| ○    | 山本アーセン           | 1R 4:58 三角絞め                 | RIZIN FIGHTING WORLD GRAND-PRIX 2015 さいたま3DAYS                    | 2015年12月31日 |
| ○    | キム・ヒョンス         | 1R 1:05 腕ひしぎ十字固め         | REAL 1                                                                | 2014年12月23日 |

### グラップリング
| 勝敗 | 対戦相手                 | 試合結果             | 大会名                                 | 開催年月日     |
| ○    | オタービオ・ソウザ       | ギロチンチョーク     | ADCC Worlds 2013 【77kg未満級 決勝】   | 2013年10月20日 |
| ○    | JT・トレス               | 腕ひしぎ十字固め     | ADCC Worlds 2013 【77kg未満級 準決勝】 | 2013年10月20日 |
| ○    | ゲーリー・トノン         | リアネイキドチョーク | ADCC Worlds 2013 【77kg未満級 2回戦】  | 2013年10月19日 |
| ○    | アンディ・ウォン         | リアネイキドチョーク | ADCC Worlds 2013 【77kg未満級 1回戦】  | 2013年10月19日 |
| ○    | 青木真也                 | ギロチンチョーク     | Metamoris 2                            | 2013年6月9日   |
| ○    | クラウディオ・カラサンズ | ギロチンチョーク     | ADCC 2011 【77kg未満級 3位決定戦】     | 2011年9月25日  |
| ×    | マルセロ・ガッシア       | ポイント0-2          | ADCC 2011 【77kg未満級 準決勝】        | 2011年9月25日  |
| ○    | ムリーロ・サンタナ       | ポイント             | ADCC 2011 【77kg未満級 2回戦】         | 2011年9月24日  |
| ○    | ジェイソン・マンリー     | ギロチンチョーク     | ADCC 2011 【77kg未満級 1回戦】         | 2011年9月24日  |
| ×    | マルセロ・ガッシア       | ギロチンチョーク     | ADCC 2009 【77kg未満級 2回戦】         | 2009年9月26日  |
| ○    | エンリコ・コッコ         | リアネイキドチョーク | ADCC 2009 【77kg未満級 1回戦】         | 2009年9月26日  |
| ○    | アンディ・ウォン         | ポイント4-0          | X-MISSION                              | 2006年11月17日 |

## 獲得タイトル
- ヒクソン・グレイシー杯国際柔術大会 黒帯メジオ級 優勝（2010年）
- 世界柔術選手権 黒帯ライト級 準優勝（2011年）
- ADCC Worlds 2013 77kg未満級 優勝（2013年）